# اچ‌دی ۱۳۰۱۴۴
اچ‌دی ۱۳۰۱۴۴ یک ستاره است که در صورت فلکی گاوران قرار دارد.